# Gölhisar (district)
Gölhisar is een Turks district in de provincie Burdur en telt 21.242 inwoners (2007). Het district heeft een oppervlakte van 213,2 km². Hoofdplaats is Gölhisar.
De bevolkingsontwikkeling van het district is weergegeven in onderstaande tabel.
| 1997   | 2000   | 2007   |
| ------ | ------ | ------ |
| 22.602 | 21.287 | 21.242 |